# 鳩ヶ谷藩
鳩ヶ谷藩（はとがやはん）は、武蔵国足立郡鳩ヶ谷（現在の埼玉県川口市鳩ヶ谷地区）を居所として、関ヶ原の戦いの後から江戸時代初期まで存在した藩。
1600年、鳩ヶ谷で5000石を知行していた阿部正次は、相模国一宮で5000石の加増を受けて大名になった。その後下野国鹿沼領内で2度の加増を受け、1617年に上総国大多喜藩に移された。阿部正次の居所については相模国一宮とする説や、1610年に下野国鹿沼（鹿沼藩）に移ったとする説もあるが、本項では大多喜転出までの阿部正次の藩を一括して本項で扱う。

## 藩史

### 前史：阿部正勝の鳩ヶ谷入封
「鳩ヶ谷」の地名は、古くは「はとがや」の他に「はとがい」と呼ばれ、「鳩谷」「鳩井」「鳩ヶ井」などの表記も混用された。鎌倉時代には「鳩谷郷」と呼ばれる広域の地域名称が現れている。鳩谷は鎌倉街道（近世の日光御成道の前身）が通過する交通の要地であり、戦国期には鳩谷郷の里村（現在の川口市大字里周辺）で市も開設されていた。
『寛政重修諸家譜』によれば、徳川家康が関東に入国した際、阿部正勝に武蔵国足立郡鳩ヶ谷などで5000石が与えられた。阿部正勝は徳川家康に幼少時から仕えた1歳年長の家臣で、織田家での抑留生活や今川家のもとでの駿府生活をともにした人物である。
史料によっては阿部正勝の封地を「武蔵国市原」とする。鳩ヶ谷周辺に「市原」という地名はなく、武蔵国内にも「市原」に比定できるような地名は見受られない。また、「伊豆国市原」とする史料もある。『日本歴史地名大系』はこの「市原」は上総国市原郡を指すとも考えられる、としている。

### 立藩から大多喜への移封まで
慶長5年（1600年）4月7日、正勝は大坂で死去し、跡を子の阿部正次が継いだ。正次は徳川秀忠のもとで御書院番頭を務め、会津征伐の際には供奉して宇都宮に至った。家康・秀忠父子の軍勢は、のちに日光御成道（岩槻街道）となる街道を通行しており、鳩ヶ谷の氷川神社には家康が境内で休息したとの社伝がある。正次は、関ヶ原の戦い本戦では家康に従っている。
戦後、相模国高座郡一宮（現在の神奈川県高座郡寒川町一之宮付近）に5000石を与えられ、1万石を領して大名に列した。『寛政重修諸家譜』によれば居所は鳩ヶ谷とされており、これにより鳩ヶ谷藩が立藩したと見なされる。
慶長15年（1610年）、下野国都賀郡鹿沼領内で5000石を加増された。その後、正次は大番頭、伏見城番などを歴任し、大坂の陣に従軍して戦功を挙げた。元和2年（1616年）、大坂の陣での功績を理由として、下野国都賀郡内で7000石を加増（合計2万2000石）。元和3年（1617年）9月、8000石を加増の上で上総国大多喜藩へ移された。
鳩ヶ谷藩は廃藩となり、その所領は幕府領となって代官・伊奈氏の支配地となった。なお、阿部正次はその後数度の加増・転封を経て、最終的に岩槻藩8万6000石の藩主となった。

## 歴代藩主
阿部家
譜代。1万石→1万5000石→2万2000石
1. 阿部正次（まさつぐ）

## 領地
『寛政重修諸家譜』に従えば、鳩ヶ谷藩の領地は最終的に武蔵国（5000石）・相模国（5000石）・下野国（1万2000石）の合計2万2000石となった。

### 鳩ヶ谷（武蔵国）
鳩ヶ谷の領地のどこに陣屋が置かれたかは不明である。『日本歴史地名大系』は、阿部正次は大多喜に移るまで鳩ヶ谷に住していたとするが、「その居所跡は伝えられていない」と記している。
江戸時代後期の地誌『新編武蔵風土記稿』の鳩ヶ谷宿の記述では、鳩ヶ谷宿は家康の関東入国以来の御料所（徳川家／幕府直轄領）であったとされ、阿部家が領主だったことそのものが伝わっていない。
阿部家が鳩ヶ谷の領主であったことを示す史料として、慶長6年（1601年）に、阿部正次が鳩ヶ谷の有力者であった船戸大学に宛てて発給した文書が残っている。
のちに日光東照宮が造営されると、日光御成道も整備されるが、家康が会津攻めの行軍に用いて諸国を従えたことが吉例とされ、鳩ヶ谷宿が宿場として定められたという。

### 鹿沼（下野国）
慶長15年（1610年）、阿部正次が鹿沼領5000石を知行した際に、押原村（鹿沼宿）に鹿沼陣屋（押原西町陣屋、現在の鹿沼市立中央小学校敷地）が築かれた。飛び地領支配のための陣屋ともされるが、居所を鹿沼に移したとみなし、鹿沼藩の立藩とする見方もある。元和2年（1616年）には都賀郡内で7000石（西方藩の旧領地）を加増された。元和3年（1617年）に正次が大多喜に移封されると、下野国の領地は収公された。
その後、寛永12年（1635年）、正次の子で別家を立てていた阿部重次（徳川家光の側近「六人衆」の一人）が、従来の近江国内3000石に加え鹿沼で1万石を加増された（鹿沼藩の立藩と見なすこともある）。しかし押原村（鹿沼宿）はすべてが阿部重次の知行となったわけではなく、幕府領との相給であり、重次は新たに押原東町陣屋を置いた。寛永13年（1636年）、朽木稙綱（「六人衆」の一人）が鹿沼領で加増され、押原村（鹿沼宿）は阿部重次と朽木稙綱の相給となった。朽木家（鹿沼藩）は正次が築いた鹿沼陣屋（押原西町陣屋）を拠点とした。

## 備考
- 阿部正次が大多喜に移る直前にどこを居所としていたかについて、異なる状況を示す書籍もある。
  - 『角川新版日本史辞典』（角川学芸出版、1996年）巻末の「近世大名配置表」では、阿部正次が「鳩ケ谷」の藩主であった時期を慶長15年（1610年）までとし[22]、慶長15年（1610年）から元和3年（1617年）まで鹿沼藩主とする[23]。『角川日本地名大辞典』も同様の記述である[7][20]。
  - 『恩栄録・廃絶録』では、相模一宮から上総大多喜に移転したとされている[24]。
- 『日本史広辞典』（山川出版社、1997年）巻末の「大名配置」表では、武蔵国（足立郡）の項目に藩名「一宮」（別名「鳩ケ谷」）[注釈 6]として掲出しており[25]、居所についての「相模一宮」「武蔵鳩ケ谷」の両説を折衷した形となっている[注釈 7]。